# 吹部!
「吹部！」（すいぶ）とは、赤澤竜也による小説の1つである。飛鳥新社と角川文庫から発売されている。ISBN 978-4864102582（飛鳥新社）、ISBN 978-4041035481（角川文庫）。

## ストーリー
（出典）
ある高校で廃部寸前だった吹奏楽部にミタセンという変人教師がやって来て、部を建て直して全国大会での金賞受賞を目指すというストレートで痛快な青春小説である。音楽への愛と才能はすごいが、わがままで子供っぽく、不器用なミタセンのキャラ立ちは強烈である。ミタセンは恫喝や登校拒否など、教師らしからぬ言動により衝突やトラブルを引き起こしながらも、部は一つまとまっていくというストーリーである。